# August Specht
Pour les articles homonymes, voir Specht.
 (juin 2025).
August Specht est un peintre animalier allemand, né le 1er août 1849 à Lauffen sur Neckar et décédé en 1923 à Stuttgart.

## Biographie
Élève de Heinrich Laepple et d'Albert Kappis, il publie en 1898 un « Album animalier Specht » composé de plusieurs planches accompagnées de descriptions sous forme poétique. Ses frères sont le graveur sur bois Carl Gottlob Specht et l'illustrateur animalier Friedrich Specht.
- Notices d'autorité :   - VIAF
  - ISNI
  - LCCN
  - GND
  - Italie
  - Pays-Bas
  - Pologne
  - WorldCat
- Ressources relatives aux beaux-arts :   - Artists of the World Online
  - Bénézit
  - Musée d'Orsay
  - RKDartists
  - Union List of Artist Names